# Ottmar Hörl

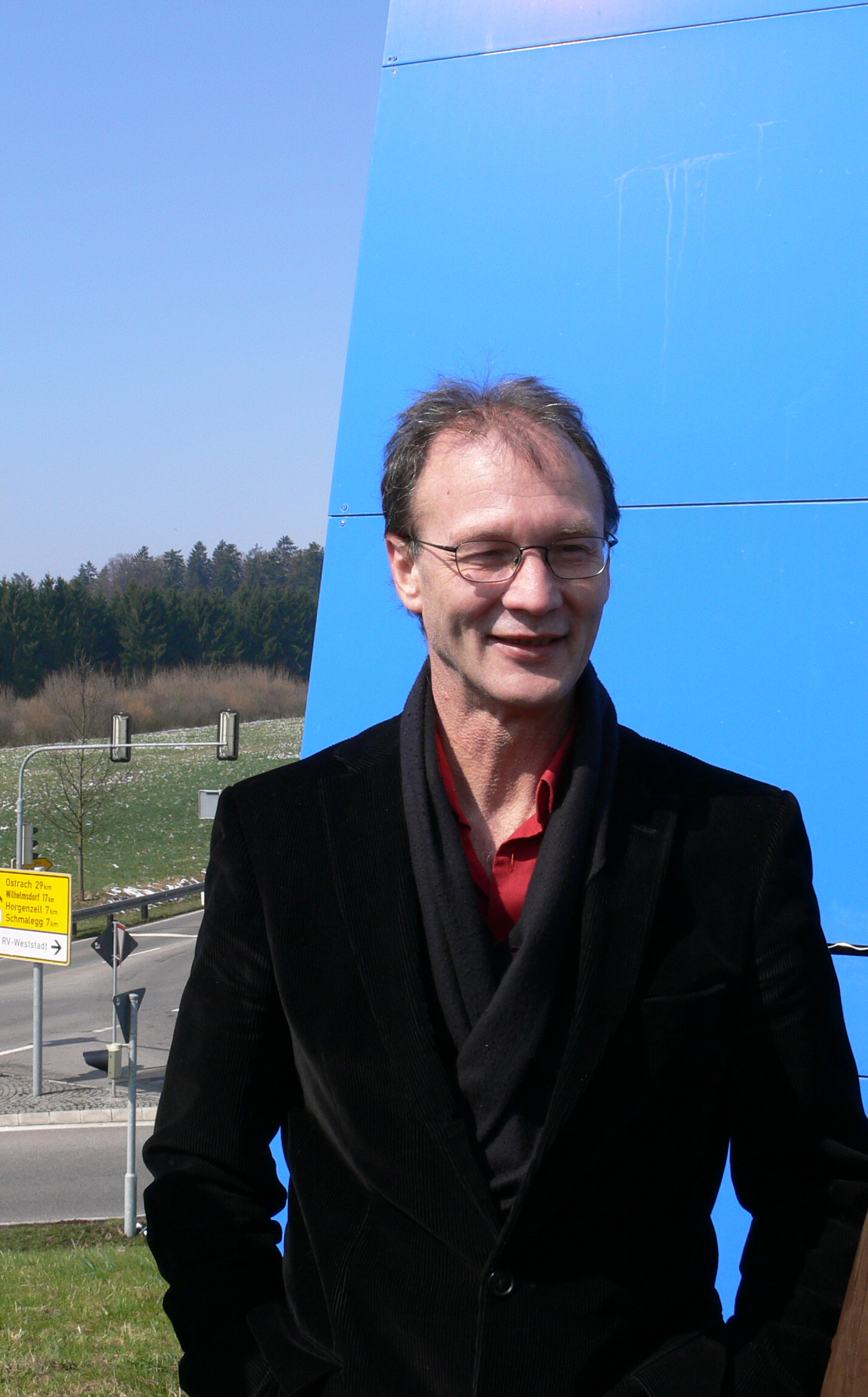
Ottmar Hörl vor seinem „Blauen Haus“ in Ravensburg, 2006

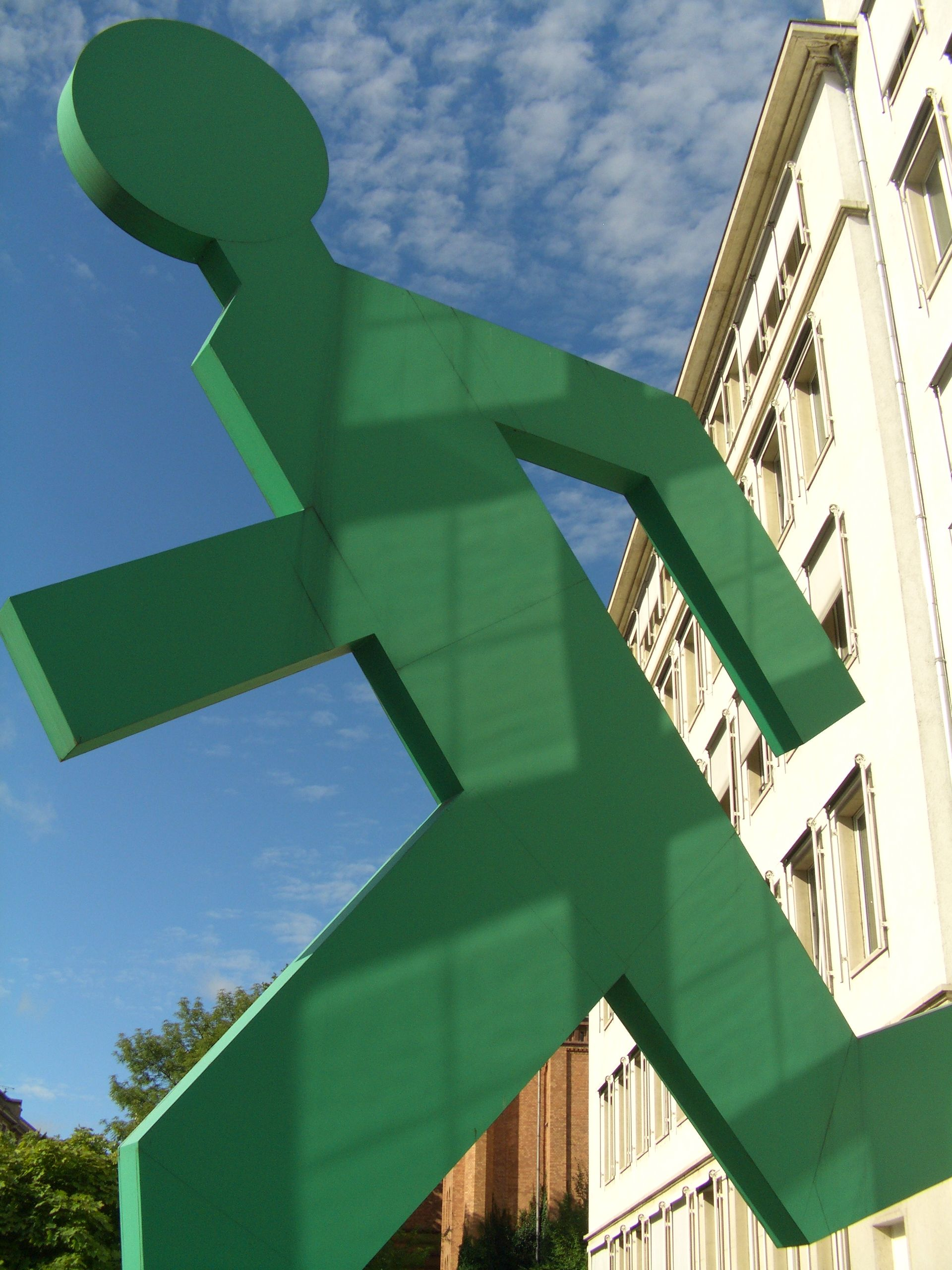
Ottmar Hörl: Mr. Quick (Skulptur vor dem Gebäude der dpa in Frankfurt am Main, Am Baseler Platz, Ecke Gutleutstraße. Aufgestellt im Oktober 1999 zum 50. Jubiläum der dpa.)

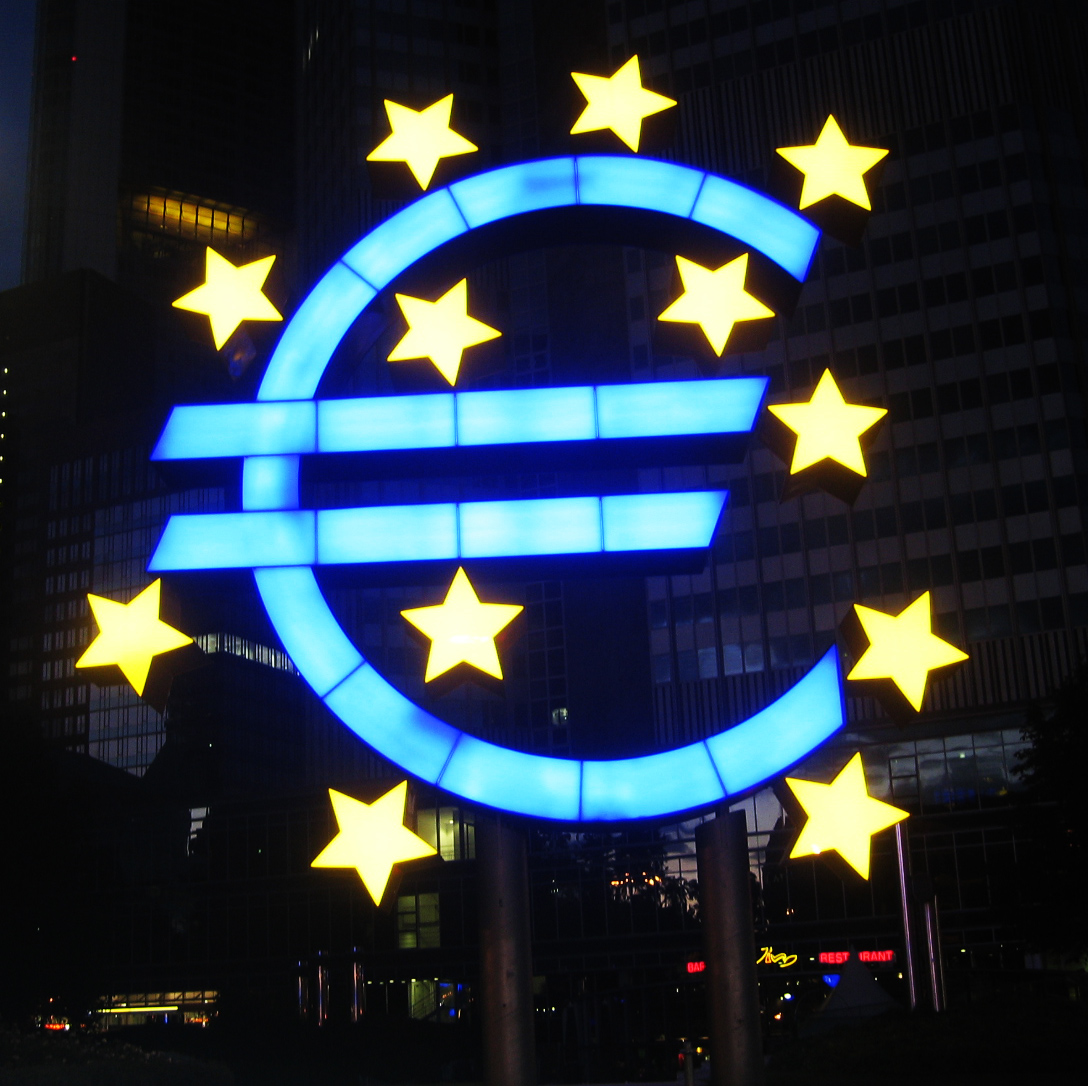
Ottmar Hörl: Euro-Skulptur vor dem Eurotower in Frankfurt am Main

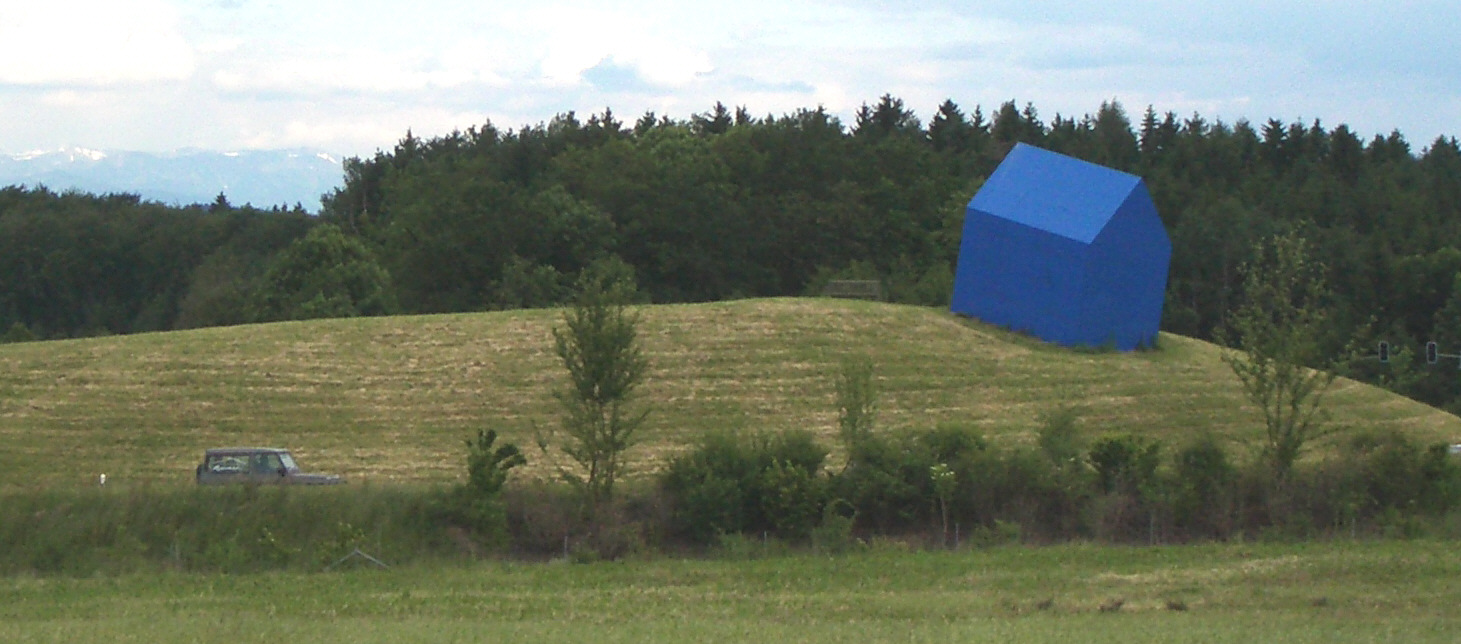
Ottmar Hörl: Das Blaue Haus, Ravensburg

Ottmar Hörl (* 1950 in Nauheim) ist ein deutscher Konzeptkünstler, Bildhauer, Installations-, Aktions-, Foto- und Objektkünstler.

## Leben und Werk
Ottmar Hörl studierte zunächst von 1975 bis 1979 an der Hochschule für Bildende Künste Städelschule in Frankfurt am Main, dann mittels eines Stipendiums der Studienstiftung des deutschen Volkes von 1979 bis 1981 an der Hochschule für Bildende Künste Düsseldorf bei Klaus Rinke.
1985 gründete er mit den Architekten Gabriela Seifert und Götz G. Stöckmann die Gruppe Formalhaut, mit der er die markante Dachlandschaft des Behördenzentrums Gutleut mit den farbigen „Hütchen“ entwarf. 1988 wurden seine Werke auf der Vorsatz 2, der zweiten großen Ausstellung der Galerie Vorsetzen gezeigt. Anfang der 1990er Jahre war Hörl Gastprofessor an der TU Graz. 1997 erhielt er den COLOGNE FINE ART-Preis. Von 1999 bis 2017 war er Professor an der Akademie der Bildenden Künste Nürnberg und ab 2005 Präsident daselbst. Anlässlich der 350-Jahr-Feier der Akademie der Bildenden Künste Nürnberg im Juli 2012 wurde Hörl eine besondere Ehrung durch seine Studenten zuteil: 350 Figurinen Hörls mit zwei Hasen, in Anspielung an sein wohl bekanntestes Werk, das „Große Hasenstück“, wurden unter dem Motto „350 Präsidenten für die Akademie“ angefertigt und aufgestellt. Seine Werke finden sich in vielen Sammlungen und im öffentlichen Raum im In- und Ausland.
Hörls künstlerische Ausdrucksformen sind vielfältig und lassen sich nicht auf eine bestimmte Stilrichtung festlegen.   Er beschäftigt sich in seinen Werken mit der Ästhetik der Alltagskultur und definiert den Begriff Skulptur als Organisationsprinzip. Er will dieses Prinzip in seiner Umgebung entdeckt haben, in der bekanntlich viele Gegenstände des täglichen Gebrauchs standardisiert und normiert sind. Entsprechend wurde er vor allem durch Skulpturen zu Themen des alltäglichen Lebens sowie durch Großprojekte mit seriellen Skulpturen im öffentlichen Raum bekannt, die auf seiner spezifischen Definition von Skulptur als Organisationsprinzip basieren.

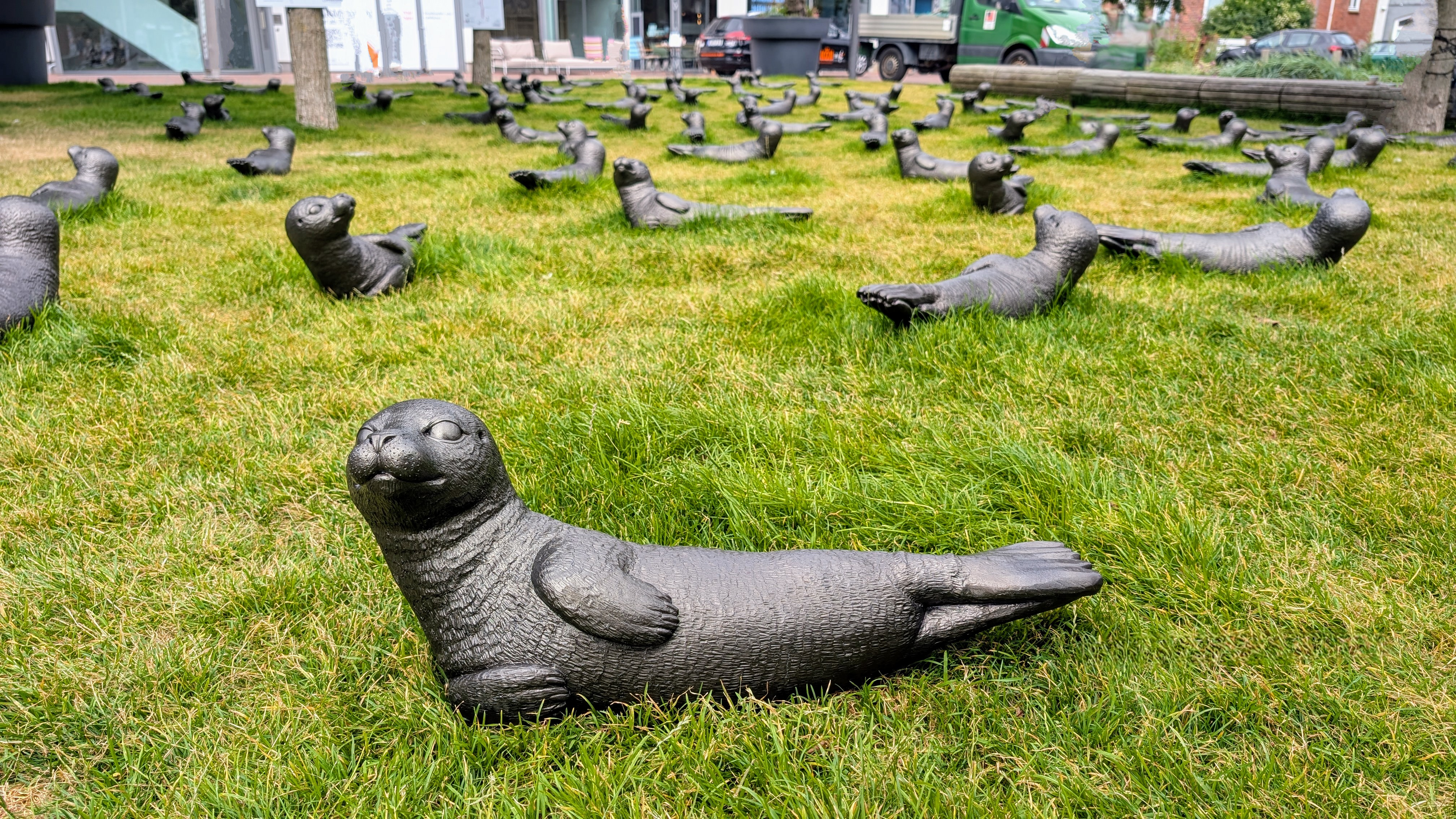
Ottmar Hörl 'Younsters' Installation, Westerland / Sylt, 2025

Ottmar Hörl lebt und arbeitet in Nürnberg und Wertheim.

## Konflikte

### Ermittlungsverfahren wegen Nazi-Gartenzwergen
Im Juli 2009 leitete die Staatsanwaltschaft in Nürnberg gegen Hörl ein Ermittlungsverfahren wegen Verwendung von Kennzeichen verfassungsfeindlicher Organisationen ein. Anlass war eine anonyme Anzeige gegen Hörl und den Betreiber einer Nürnberger Galerie, in der ein goldener Gartenzwerg Hörls ausgestellt war, der die rechte Hand zum Hitlergruß erhoben hat. Hörl selbst versteht den Zwerg, von dem rund 700 Exemplare existieren, als eine „Persiflage auf das Herrenmenschentum der Nazis“. Bei allen bisherigen Ausstellungen hätten die Zwerge zwar Diskussionsanlass gegeben, er selbst sei aber nie in die Nähe der Nazi-Ideologie gerückt worden. Sogar die Jüdische Gemeinde in Gent, wo die Zwerge erstmals ausgestellt worden waren, habe sich von dem Werk beeindruckt gezeigt. Die Ermittlungen wurden wenige Tage nach Bekanntwerden eingestellt.

### Installation mit Nazi-Gartenzwergen
Im Oktober 2009 zeigte Hörl eine Installation von 1200 Gartenzwergen mit Hitlergruß in Straubing – eingeladen und unterstützt vom SPD-Ortsverband. Der Vizepräsident des Internationalen Dachau-Komitees Max Mannheimer erklärte, diese öffentliche Form der Auseinandersetzung mit der Vergangenheit sei vollkommen deplatziert. Jeder Versuch, den Nationalsozialismus zu verharmlosen – auch unter dem Vorwand künstlerischer Freiheit – sei gedankenlos und unverantwortlich.

## Werke (Auswahl)
- 1992: Car Flying. Hannover-Langenhagen. Ton-Cassette
- 1998: Das blaue Haus. Ravensburg (47° 47′ N, 9° 34′ O)
- 2001: Euro-Symbol vor dem Eurotower (Europäische Zentralbank), Gallusanlage, und vor dem Terminal 1 des Flughafens, Frankfurt am Main
- 2003: Das große Hasenstück. 7000 Dürer-Hasen in Nürnberg
- 2004: Eulen nach Athen tragen. 10.000 Eulen in Athen
- 2005: Rottweiler. 500 Rottweiler-Hunde im Erich-Hauser-Skulpturenpark und in der Fußgängerzone in Rottweil
- 2009: Dance With The Devil. 1250 Nazi-Zwerge in Straubing
- 2010: Martin Luther: Hier stehe ich. 800 Martin-Luther-Skulpturen in Wittenberg
- 2012: 1000 Rosen für Zweibrücken.
- 2013: Installation „Karl Marx“ in Trier vor der Porta Nigra
- 2013: Der Künstler Kaspar Hauser. 150 Kaspar-Hauser-Skulpturen mit Aquarellen zur Ansbacher Skulpturenmeile
- 2014: 400 Goethe-Figuren auf dem Campus Westend der Goethe-Universität in Frankfurt am Main
- 2014: Mein Karl, Installation von 500 Figuren Kaiser Karl der Große auf dem Katschhof in Aachen anlässlich des Karlsjahres
- 2015: Hommage to Dürer. Im Daegu Art Museum (Südkorea) in Kooperation mit der Bode Galerie & Edition
- 2015: Einheitsmännchen, Installations-Tournee durch Deutschland, von April bis Oktober, mit Endstation in Frankfurt am Main.[8]
- 2016: Theodor Fontane – Wanderer zwischen den Welten, Installation mit 400 Fontane-Skulpturen an der Kulturkirche Neuruppin
- 2016: Rückert für Alle, Installation mit 500 Friedrich-Rückert-Skulpturen, Marktplatz und Kunsthalle in Schweinfurt
- 2017: Ausstellung Handlungsanweisung zur Erlösung des schwarzen Quadrats, im Kunstverein Mannheim
- 2017: Zeppelin „Aller Anfang ist schwer“, Installation mit 300 seriellen Zeppelin-Skulpturen am Zeppelin Museum, Friedrichshafen
- 2017: Wölfe in der Stadt, Installation am Veitsburghang in Ravensburg
- 2017: Die Nürnberger Madonna, Installation mit 600 goldenen „Nürnberger Madonnen“ auf dem Kornmarkt in Nürnberg
- 2018: Second Life – 100 Arbeiter, Installation im Weltkulturerbe Völklinger Hütte[9]
- 2018: Keltenfürst mit Serienskulpturen des Keltenfürsten vom Glauberg auf Opernplatz und Römerberg in Frankfurt am Main
- 2019: Gottlieb Daimler: 500 Daimler-Skulpturen im Park des Burgschlosses Schorndorf vom 10. Mai bis 22. September 2019
- 2019: King Kong, Installation im Rahmen der 5. Urban-Art-Biennale im Weltkulturerbe Völklinger Hütte

## Werke in öffentlichen Sammlungen
- Albrecht-Dürer-Haus-Stiftung e. V., Nürnberg
- Badisches Landesmuseum, Karlsruhe
- Deutscher Bundestag, Berlin
- Hällisch-Fränkisches Museum, Schwäbisch Hall
- Kunsthalle Göppingen
- Kunsthalle Mannheim
- MOMA, New York (USA)
- Musée de l’Ardenne, Charleville-Mézières
- Museum für Konkrete Kunst, Ingolstadt
- Museum für Moderne Kunst, Frankfurt
- Museum Ritter, Waldenbuch
- San Francisco Museum of Modern Art, USA
- Sprengel Museum, Hannover
- Staatsgalerie Stuttgart
- Städtische Galerie Ravensburg
- Behördenzentrum, Frankfurt am Main
- Museum Brot und Kunst, Ulm
- Graphothek, Stuttgart
- Landgericht Hanau
- Stadt Ansbach
- Stadt Fellbach
- Stadt Langenhagen
- Stadt Rottweil
- Stadt Rüsselsheim
- Stadt Singen
- Stadt Worms
- Städtische Galerie Fruchthalle, Rastatt – Sammlung Westermann
- Quadrart Dornbirn, Sammlung Erhard Witzel
- Stadtmuseum Simeonstift, Trier
- The Wende Museum, Culver City, Kalifornien (USA)

## Preise und Auszeichnungen
- 1994 Förderpreis für Baukunst, Akademie der Künste, Berlin (mit Formalhaut)
- 1997 art multiple Preis (jetzt:  Cologne Fine Art-Preis), Internationaler Kunstmarkt in Düsseldorf.
- 1998 Wilhelm-Loth-Preis, Stadt Darmstadt
- 2002 Intermedium-Preis, mit Rainer Römer und Dietmar Wiesner
- 2015 CREO-Preis für Kreativität, Frankfurt am Main / Mainz, Deutsche Gesellschaft für Kreativität

## Veröffentlichungen
- Formalhaut. Architektur, Skulptur. Verlag der Georg-Büchner-Buchhandlung, Darmstadt 1988, ISBN 3-925376-08-9.
- Stoffwechsel. Das Buch zum Anzug. Häusser, Darmstadt 1990, ISBN 3-89552-066-7.
- Materialprüfung. Städtische Galerie Altes Theater, Ravensburg 1996, ISBN 3-9804641-1-3.
- Die Speisung der Fünftausend: Kunstprojekt "Fisch und Brot". Häusser, Darmstadt 1999, ISBN 3-89552-064-0.
- Zeichnung. Klasse Ottmar Hörl. Text von Eva Schickler, Häusser, Darmstadt 2000, ISBN 3-89552-088-8.
- Berlin-Bearlin. Skulptur: 10.000 Bären für Berlin. Häusser, Darmstadt 2000, ISBN 3-89552-074-8.
- Traumhaus. Häusser, Darmstadt 2001, ISBN 3-89552-072-1.
- Das grosse Hasenstück. The Great Piece of Hares. Mit Beiträgen von Ruth Händler, Ralf Huwendiek, Thomas Knubben, Birgit Ruf, Eva Schickler et al. Häusser, Darmstadt 2003, ISBN 3-89552-094-2.
- Skulptur im Garten. Bode Galerie & Edition, Nürnberg 2006, ISBN 3-9809333-1-8.
- Installation Martin Luther: Hier stehe ich ... / Installation Martin Luther: Here I stand ... Mit einem Text von Albrecht Geck, Trier (Artist Agent Maisenbacher), Berlin 2011, ISBN 978-3-933487-59-9.